# 10 (албум)
Вижте пояснителната страница за други значения на 10.
„10“ е музикален албум на Милена и Ревю. Албумът е издаден през 2002 г. и се състои от 10 песни.
Песента „Закуска“ печели наградата за „Най-добра песен“ за 2002 година на телевизия „ММ“. През следващата година песента „1968“ също е номинирана за наградата.

## Песни
1. Закуска
2. Галера
3. Африка
4. 1968
5. Терминатор
6. Франки Фърбо
7. Третият
8. Родиофобични Loop Ати
9. Сутрин
10. 1968